# Dompierre-sur-Mer
Dompierre-sur-Mer település Franciaországban, Charente-Maritime megyében. Lakosainak száma 6084 fő (2022. január 1.). Dompierre-sur-Mer Bourgneuf, Périgny, Puilboreau, Sainte-Soulle és Saint-Xandre községekkel határos.

## Népesség
A település népességének változása:
| Lakosok száma | 1947 | 3472 | 3627 | 5275 | 5346 | 5340 | 5482 | 5638 | 5803 | 6084 |
|               | 1968 | 1982 | 1990 | 2006 | 2013 | 2015 | 2017 | 2019 | 2020 | 2022 |